# Hecto-
Hecto (viết tắt h) là một tiền tố được viết liền trước một đơn vị đo lường quốc tế để chỉ bội số lớn gấp 100 lần.
Độ lớn này được công nhận từ năm 1795, theo tiếng Hy Lạp nghĩa là một trăm.